# Clasificación de UEFA para la Copa Mundial de Fútbol de 1982
Un total de 34 selecciones participaron en la Clasificación UEFA para la Copa Mundial de Fútbol de 1982, disputándose 14 plazas de las 24 totales del mundial, después de una ampliación con respecto al anterior mundial. Una plaza se asignó automáticamente a España, por ser el país anfitrión.
Las restantes 33 selecciones, en la que se incluyó a Israel para evitar tensiones políticas en su zona geográfica, se dividieron en seis grupos de cinco equipos y en uno de tan solo tres. En cada grupo lograban la clasificación los dos primeros clasificados, a excepción del grupo de tres equipos, en el que solo se clasificaba el campeón.
En negrita aparecen los equipos clasificados.

## Grupo 1
| Equipo           | Pts | PJ | PG | PE | PP | GF | GC | Dif |
| ---------------- | --- | -- | -- | -- | -- | -- | -- | --- |
| Alemania Federal | 16  | 8  | 8  | 0  | 0  | 33 | 3  | 30  |
| Austria          | 11  | 8  | 5  | 1  | 2  | 16 | 6  | 10  |
| Bulgaria         | 9   | 8  | 4  | 1  | 3  | 11 | 10 | 1   |
| Albania          | 2   | 8  | 1  | 0  | 7  | 4  | 22 | -18 |
| Finlandia        | 2   | 8  | 1  | 0  | 7  | 4  | 27 | -23 |

| 4 de junio de 1980 · Finlandia | Finlandia | 0:2 (0:1) | Bulgaria                                    | Estadio Olímpico de Helsinki, Helsinki                            |                                                                   |
|                                |           |           | Plamen Markov 28' · Kostadin Kostadinov 81' | Asistencia: 7.805 espectadores Árbitro(s): Brian McGinlay Escocia | Asistencia: 7.805 espectadores Árbitro(s): Brian McGinlay Escocia |

| 3 de septiembre de 1980 Albania | Albania                            | 2:0 (2:0) | Finlandia | Estadio Qemal Stafa, Tirana                                               |                                                                           |
|                                 | Sefedin Braho 2' · Millan Baçi 18' |           |           | Asistencia: 25.000 espectadores · Árbitro(s): Emmanuel Platopoulos Grecia | Asistencia: 25.000 espectadores · Árbitro(s): Emmanuel Platopoulos Grecia |

| 24 de septiembre de 1980 · Finlandia | Finlandia | 0:2 (0:1) | Austria                        | Estadio Olímpico de Helsinki, Helsinki                        |                                                               |
|                                      |           |           | Kurt Jara 13' · Kurt Welzl 77' | Asistencia: 8.099 espectadores Árbitro(s): Clive Thomas Gales | Asistencia: 8.099 espectadores Árbitro(s): Clive Thomas Gales |

| 19 de octubre de 1980 Bulgaria | Bulgaria                                   | 2:1 (1:0) | Albania           | Estadio Nacional Vasil Levski, Sofía                            |                                                                 |
|                                | Andrey Zhelyazkov 14' · Georgi Slavkov 51' |           | Ilir Përnaska 69' | Asistencia: 16.000 espectadores Árbitro(s): Talat Tokat Turquía | Asistencia: 16.000 espectadores Árbitro(s): Talat Tokat Turquía |

| 15 de noviembre de 1980 · Austria | Austria                                                                        | 5:0 (3:0) | Albania | Estadio Ernst Happel, Viena                                        |                                                                    |
|                                   | Bruno Pezzey 20' · Walter Schachner 26' 35' · Kurt Welzl 57' · Hans Krankl 85' |           |         | Asistencia: 31.000 espectadores · Árbitro(s): Rudolf Renngli Suiza | Asistencia: 31.000 espectadores · Árbitro(s): Rudolf Renngli Suiza |

| 3 de diciembre de 1980 Bulgaria | Bulgaria            | 1:3 (0:2) | Alemania Federal                                  | Estadio Nacional Vasil Levski, Sofía                                   |                                                                        |
|                                 | Tsvetan Yonchev 66' |           | Manfred Kaltz 14' 36' · Karl-Heinz Rummenigge 54' | Asistencia: 60.000 espectadores · Árbitro(s): Riccardo Lattanzi Italia | Asistencia: 60.000 espectadores · Árbitro(s): Riccardo Lattanzi Italia |

| 6 de diciembre de 1980 Albania | Albania | 0:1 (0:1) | Austria        | Estadio Qemal Stafa, Tirana                                        |                                                                    |
|                                |         |           | Kurt Welzl 38' | Asistencia: 16.000 espectadores · Árbitro(s): László Pádár Hungría | Asistencia: 16.000 espectadores · Árbitro(s): László Pádár Hungría |

| 1 de abril de 1981 Albania | Albania | 0:2 (0:1) | Alemania Federal      | Estadio Qemal Stafa, Tirana                                              |                                                                          |
|                            |         |           | Bernd Schuster 9' 71' | Asistencia: 19.203 espectadores Árbitro(s): Antonín Vencl Checoslovaquia | Asistencia: 19.203 espectadores Árbitro(s): Antonín Vencl Checoslovaquia |

| 29 de abril de 1981 Alemania Federal | Alemania Federal                     | 2:0 (2:0) | Austria | Volksparkstadion, Hamburgo                                                |                                                                           |
|                                      | Bernd Krauss 30' · Klaus Fischer 36' |           |         | Asistencia: 62.000 espectadores · Árbitro(s): Charles Corver Países Bajos | Asistencia: 62.000 espectadores · Árbitro(s): Charles Corver Países Bajos |

| 13 de mayo de 1981 Bulgaria | Bulgaria                                                                | 4:0 (1:0) | Finlandia | Estadio Nacional Vasil Levski, Sofía                                 |                                                                      |
|                             | Georgi Slavkov 10' 53' · Kostadin Kostadinov 55' · Chavdar Tsvetkov 90' |           |           | Asistencia: 10.000 espectadores Árbitro(s): Egon Šoštarić Yugoslavia | Asistencia: 10.000 espectadores Árbitro(s): Egon Šoštarić Yugoslavia |

| 24 de mayo de 1981 · Finlandia | Finlandia | 0:4 (0:3) | Alemania Federal                                                   | Lahden stadion, Lahti                                              |                                                                    |
|                                |           |           | Hans-Peter Briegel 26' · Klaus Fischer 37' 80' · Manfred Kaltz 40' | Asistencia: 10.030 espectadores Árbitro(s): John Carpenter Irlanda | Asistencia: 10.030 espectadores Árbitro(s): John Carpenter Irlanda |

| 28 de mayo de 1981 · Austria | Austria                         | 2:0 (1:0) | Bulgaria | Estadio Ernst Happel, Viena                                          |                                                                      |
|                              | Hans Krankl 30' · Kurt Jara 88' |           |          | Asistencia: 55.000 espectadores Árbitro(s): Pat Partridge Inglaterra | Asistencia: 55.000 espectadores Árbitro(s): Pat Partridge Inglaterra |

| 17 de junio de 1981 · Austria | Austria                                                                         | 5:1 (2:0) | Finlandia      | Gugl, Linz                                                          |                                                                     |
|                               | Herbert Prohaska 16' 18' · Hans Krankl 49' · Kurt Welzl 56' · Gernot Jurtin 65' |           | Ari Valvee 71' | Asistencia: 27.500 espectadores · Árbitro(s): Alojzy Jarguz Polonia | Asistencia: 27.500 espectadores · Árbitro(s): Alojzy Jarguz Polonia |

| 2 de septiembre de 1981 · Finlandia | Finlandia                           | 2:1 (0:0) | Albania            | Arto Tolsa Areena, Kotka                                        |                                                                 |
|                                     | Leo Houtsonen 61' · Keijo Kousa 85' |           | Muhedin Targaj 47' | Asistencia: 6.830 espectadores Árbitro(s): Ib Nielsen Dinamarca | Asistencia: 6.830 espectadores Árbitro(s): Ib Nielsen Dinamarca |

| 23 de septiembre de 1981 Alemania Federal | Alemania Federal                                                                                      | 7:1 (2:1) | Finlandia         | Ruhrstadion, Bochum                                                   |                                                                       |
|                                           | Klaus Fischer 11' · Karl-Heinz Rummenigge 42' 60' 72' · Paul Breitner 54' 67' · Wolfgang Dremmler 83' |           | Hannu Turunen 41' | Asistencia: 46.000 espectadores Árbitro(s): Norbert Rolles Luxemburgo | Asistencia: 46.000 espectadores Árbitro(s): Norbert Rolles Luxemburgo |

| 14 de octubre de 1981 Albania | Albania | 0:2 (0:0) | Bulgaria                                  | Estadio Qemal Stafa, Tirana                                                   |                                                                               |
|                               |         |           | Georgi Slavkov 49' · Stoycho Mladenov 84' | Asistencia: 19.213 espectadores Árbitro(s): Adolf Prokop Alemania Democrática | Asistencia: 19.213 espectadores Árbitro(s): Adolf Prokop Alemania Democrática |

| 14 de octubre de 1981 · Austria | Austria              | 1:3 (1:2) | Alemania Federal                             | Estadio Ernst Happel, Viena                                         |                                                                     |
|                                 | Walter Schachner 15' |           | Pierre Littbarski 17' 77' · Felix Magath 20' | Asistencia: 72.000 espectadores · Árbitro(s): Alexis Ponnet Bélgica | Asistencia: 72.000 espectadores · Árbitro(s): Alexis Ponnet Bélgica |

| 11 de noviembre de 1981 Bulgaria | Bulgaria | 0:0 (0:0) | Austria | Estadio Nacional Vasil Levski, Sofía                               |  |
|                                  |          |           |         | Asistencia: 55.000 espectadores Árbitro(s): Michel Vautrot Francia |  |

| 18 de noviembre de 1981 Alemania Federal | Alemania Federal | 8:0 (5:0) | Albania | Westfalenstadion, Dortmund                                              |                                                                         |
|                                          | Karl-Heinz Rummenigge 5' 19' 43' · Klaus Fischer 32' 72' · Manfred Kaltz 36' · Pierre Littbarski 52' · Paul Breitner 68' |           |         | Asistencia: 40.000 espectadores · Árbitro(s): Reidar Bjørnestad Noruega | Asistencia: 40.000 espectadores · Árbitro(s): Reidar Bjørnestad Noruega |

| 22 de noviembre de 1981 Alemania Federal | Alemania Federal                                                     | 4:0 (1:0) | Bulgaria | Rheinstadion, Düsseldorf                                              |                                                                       |
|                                          | Klaus Fischer 4' · Karl-Heinz Rummenigge 49' 83' · Manfred Kaltz 62' |           |          | Asistencia: 55.000 espectadores · Árbitro(s): Erik Fredriksson Suecia | Asistencia: 55.000 espectadores · Árbitro(s): Erik Fredriksson Suecia |

## Grupo 2
| Equipo       | Pts | PJ | PG | PE | PP | GF | GC | Dif |
| ------------ | --- | -- | -- | -- | -- | -- | -- | --- |
| Bélgica      | 11  | 8  | 5  | 1  | 2  | 12 | 9  | 3   |
| Francia      | 10  | 8  | 5  | 0  | 3  | 20 | 8  | 12  |
| Irlanda      | 10  | 8  | 4  | 2  | 2  | 17 | 11 | 6   |
| Países Bajos | 9   | 8  | 4  | 1  | 3  | 11 | 7  | 4   |
| Chipre       | 0   | 8  | 0  | 0  | 8  | 4  | 29 | -25 |

| 26 de marzo de 1980 Chipre | Chipre                                     | 2:3 (1:3) | Irlanda                                | Estadio Makario, Nicosia                                      |                                                               |
|                            | Nikos Pantziaras 29' · Sotiris Kaiafas 74' |           | Paul McGee 8' 38' · Mark Lawrenson 23' | Asistencia: 10.000 espectadores Árbitro(s): Zvi Shahir Israel | Asistencia: 10.000 espectadores Árbitro(s): Zvi Shahir Israel |

| 10 de septiembre de 1980 Irlanda | Irlanda                             | 2:1 (0:0) | Países Bajos       | Lansdowne Road, Dublin                                                      |                                                                             |
|                                  | Gerry Daly 78' · Mark Lawrenson 85' |           | Simon Tahamata 57' | Asistencia: 25.000 espectadores Árbitro(s): Henning Lund-Sørensen Dinamarca | Asistencia: 25.000 espectadores Árbitro(s): Henning Lund-Sørensen Dinamarca |

| 11 de octubre de 1980 Chipre | Chipre | 0:7 (0:4) | Francia | Estadio Tsirio, Limasol                                          |                                                                  |
|                              |        |           | Bernard Lacombe 4' · Michel Platini 14' 23' · Jean-François Larios 40' 76' · Didier Six 82' · Jacques Zimako 87' | Asistencia: 15.000 espectadores · Árbitro(s): Bruno Galler Suiza | Asistencia: 15.000 espectadores · Árbitro(s): Bruno Galler Suiza |

| 15 de octubre de 1980 Irlanda | Irlanda           | 1:1 (1:1) | Bélgica             | Lansdowne Road, Dublin                                                |                                                                       |
|                               | Tony Grealish 42' |           | Albert Cluytens 13' | Asistencia: 40.000 espectadores Árbitro(s): Norbert Rolles Luxemburgo | Asistencia: 40.000 espectadores Árbitro(s): Norbert Rolles Luxemburgo |

| 28 de octubre de 1980 Francia | Francia                                 | 2:0 (1:0) | Irlanda | Parque de los Príncipes, París                                             |                                                                            |
|                               | Michel Platini 11' · Jacques Zimako 77' |           |         | Asistencia: 44.800 espectadores · Árbitro(s): Augusto Lamo Castillo España | Asistencia: 44.800 espectadores · Árbitro(s): Augusto Lamo Castillo España |

| 19 de noviembre de 1980 · Bélgica | Bélgica               | 1:0 (0:0) | Países Bajos | Heysel, Bruselas                                                            |                                                                             |
|                                   | Erwin Vandenbergh 48' |           |              | Asistencia: 57.665 espectadores Árbitro(s): Elzar Azim-Zade Unión Soviética | Asistencia: 57.665 espectadores Árbitro(s): Elzar Azim-Zade Unión Soviética |

| 19 de noviembre de 1980 Irlanda | Irlanda                                                                                                 | 6:0 (4:0) | Chipre | Lansdowne Road, Dublin                                                    |                                                                           |
|                                 | Gerry Daly 10' 23' · Tony Grealish 24' · Michael Robinson 28' · Frank Stapleton 46' · Chris Hughton 65' |           |        | Asistencia: 25.000 espectadores Árbitro(s): Eysteinn Gudmundsson Islandia | Asistencia: 25.000 espectadores Árbitro(s): Eysteinn Gudmundsson Islandia |

| 21 de diciembre de 1980 Chipre | Chipre | 0:2 (0:1) | Bélgica                                   | Estadio Makario, Nicosia                                            |                                                                     |
|                                |        |           | Erwin Vandenbergh 30' · Jan Ceulemans 68' | Asistencia: 6.000 espectadores Árbitro(s): Robert Valentine Escocia | Asistencia: 6.000 espectadores Árbitro(s): Robert Valentine Escocia |

| 18 de febrero de 1981 · Bélgica | Bélgica                                                         | 3:2 (2:1) | Chipre                                       | Heysel, Bruselas                                                      |                                                                       |
|                                 | Gerard Plessers 12' · Erwin Vandenbergh 17' · Jan Ceulemans 67' |           | Stefanos Lysandrou 42' · Fivos Vrachimis 60' | Asistencia: 17.445 espectadores · Árbitro(s): Arto Ravander Finlandia | Asistencia: 17.445 espectadores · Árbitro(s): Arto Ravander Finlandia |

| 22 de febrero de 1981 · Países Bajos | Países Bajos                                                  | 3:0 (1:0) | Chipre | Oosterpark Stadion, Groninga                                  |                                                               |
|                                      | Hugo Hovenkamp 15' · Cees Schapendonk 48' · Dick Nanninga 58' |           |        | Asistencia: 17.500 espectadores Árbitro(s): Howard King Gales | Asistencia: 17.500 espectadores Árbitro(s): Howard King Gales |

| 25 de marzo de 1981 · Países Bajos | Países Bajos      | 1:0 (0:0) | Francia | De Kuip, Róterdam                                                  |                                                                    |
|                                    | Arnold Mühren 47' |           |         | Asistencia: 58.000 espectadores · Árbitro(s): Luigi Agnolin Italia | Asistencia: 58.000 espectadores · Árbitro(s): Luigi Agnolin Italia |

| 25 de marzo de 1981 · Bélgica | Bélgica           | 1:0 (0:0) | Irlanda | Heysel, Bruselas                                                                 |                                                                                  |
|                               | Jan Ceulemans 88' |           |         | Asistencia: 37.978 espectadores Árbitro(s): Raúl Joaquim Fernandes Naza Portugal | Asistencia: 37.978 espectadores Árbitro(s): Raúl Joaquim Fernandes Naza Portugal |

| 29 de abril de 1981 Chipre | Chipre | 0:1 (0:1) | Países Bajos        | Estadio Makario, Nicosia                                         |                                                                  |
|                            |        |           | Cees van Kooten 29' | Asistencia: 7.500 espectadores Árbitro(s): Ivan Yosifov Bulgaria | Asistencia: 7.500 espectadores Árbitro(s): Ivan Yosifov Bulgaria |

| 29 de abril de 1981 Francia | Francia                               | 3:2 (3:1) | Bélgica                                  | Parque de los Príncipes, París                                                 |                                                                                |
|                             | Gérard Soler 14' 31' · Didier Six 26' |           | Erwin Vandenbergh 5' · Jan Ceulemans 52' | Asistencia: 44.954 espectadores · Árbitro(s): Victorino Arminio Sánchez España | Asistencia: 44.954 espectadores · Árbitro(s): Victorino Arminio Sánchez España |

| 9 de septiembre de 1981 · Países Bajos | Países Bajos                           | 2:2 (1:1) | Irlanda                                    | De Kuip, Róterdam                                                           |                                                                             |
|                                        | Frans Thijssen 11' · Arnold Mühren 64' |           | Michael Robinson 40' · Frank Stapleton 71' | Asistencia: 48.000 espectadores Árbitro(s): Vojtěch Christov Checoslovaquia | Asistencia: 48.000 espectadores Árbitro(s): Vojtěch Christov Checoslovaquia |

| 9 de septiembre de 1981 · Bélgica | Bélgica                                        | 2:0 (1:0) | Francia | Heysel, Bruselas                                                     |                                                                      |
|                                   | Alex Czerniatynski 24' · Erwin Vandenbergh 83' |           |         | Asistencia: 52.525 espectadores · Árbitro(s): Károly Palotai Hungría | Asistencia: 52.525 espectadores · Árbitro(s): Károly Palotai Hungría |

| 14 de octubre de 1981 · Países Bajos | Países Bajos                                          | 3:0 (2:0) | Bélgica | De Kuip, Róterdam                                                  |                                                                    |
|                                      | John Metgod 6' · Cees van Kooten 26' · Ruud Geels 54' |           |         | Asistencia: 56.000 espectadores Árbitro(s): Brian McGinlay Escocia | Asistencia: 56.000 espectadores Árbitro(s): Brian McGinlay Escocia |

| 14 de octubre de 1981 Irlanda | Irlanda                                                        | 3:2 (3:1) | Francia                               | Lansdowne Road, Dublin                                            |                                                                   |
|                               | Philippe Mahut 3' · Frank Stapleton 23' · Michael Robinson 39' |           | Bruno Bellone 9' · Michel Platini 83' | Asistencia: 55.000 espectadores · Árbitro(s): Ulf Eriksson Suecia | Asistencia: 55.000 espectadores · Árbitro(s): Ulf Eriksson Suecia |

| 18 de noviembre de 1981 Francia | Francia                             | 2:0 (0:0) | Países Bajos | Parque de los Príncipes, París                                        |                                                                       |
|                                 | Michel Platini 52' · Didier Six 82' |           |              | Asistencia: 44.884 espectadores Árbitro(s): António da Silva Portugal | Asistencia: 44.884 espectadores Árbitro(s): António da Silva Portugal |

| 5 de diciembre de 1981 Francia | Francia                                                                  | 4:0 (2:0) | Chipre | Parque de los Príncipes, París                               |                                                              |
|                                | Dominique Rocheteau 25' · Bernard Lacombe 29' 82' · Bernard Genghini 86' |           |        | Asistencia: 43.437 espectadores Árbitro(s): Edwin Borg Malta | Asistencia: 43.437 espectadores Árbitro(s): Edwin Borg Malta |

## Grupo 3
| Equipo          | Pts | PJ | PG | PE | PP | GF | GC | Dif |
| --------------- | --- | -- | -- | -- | -- | -- | -- | --- |
| Unión Soviética | 14  | 8  | 6  | 2  | 0  | 20 | 2  | 18  |
| Checoslovaquia  | 10  | 8  | 4  | 2  | 2  | 15 | 6  | 9   |
| Gales           | 10  | 8  | 4  | 2  | 2  | 12 | 7  | 5   |
| Islandia        | 6   | 8  | 2  | 2  | 4  | 10 | 21 | -11 |
| Turquía         | 0   | 8  | 0  | 0  | 8  | 1  | 22 | -21 |

| 2 de junio de 1980 Islandia | Islandia | 0:4 (0:1) | Gales                                                 | Laugardalsvöllur, Reikiavik                                      |                                                                  |
|                             |          |           | Ian Walsh 45' 75' · David Giles 53' · Brian Flynn 61' | Asistencia: 10.254 espectadores · Árbitro(s): Rolf Nyhus Noruega | Asistencia: 10.254 espectadores · Árbitro(s): Rolf Nyhus Noruega |

| 3 de septiembre de 1980 Islandia | Islandia           | 1:2 (0:1) | Unión Soviética                          | Laugardalsvöllur, Reikiavik                                                  |                                                                              |
|                                  | Arni Sveinsson 75' |           | Yuri Gavrílov 35' · Serguéi Andréyev 80' | Asistencia: 4.190 espectadores Árbitro(s): Oliver Donnelly Irlanda del Norte | Asistencia: 4.190 espectadores Árbitro(s): Oliver Donnelly Irlanda del Norte |

| 24 de septiembre de 1980 Turquía | Turquía         | 1:3 (0:1) | Islandia                                                               | Estadio İzmir Atatürk, Esmirna                                |                                                               |
|                                  | Fatih Terim 72' |           | Janus Guðlaugsson 12' · Albert Guðmundsson 62' · Teitur Thordarson 80' | Asistencia: 18.506 espectadores Árbitro(s): Ioan Igna Rumania | Asistencia: 18.506 espectadores Árbitro(s): Ioan Igna Rumania |

| 15 de octubre de 1980 Unión Soviética | Unión Soviética                                                            | 5:0 (2:0) | Islandia | Estadio Olímpico Luzhnikí, Moscú                                         |                                                                          |
|                                       | Serguéi Andréyev 9' 78' · Jorén Oganesián 39' 58' · Volodímir Bezsónov 84' |           |          | Asistencia: 21.000 espectadores · Árbitro(s): Aleksandr Suchanek Polonia | Asistencia: 21.000 espectadores · Árbitro(s): Aleksandr Suchanek Polonia |

| 15 de octubre de 1980 Gales | Gales                                                    | 4:0 (2:0) | Turquía | Ninian Park, Cardiff                                                 |                                                                      |
|                             | Brian Flynn 19' · Leighton James 37' 85' · Ian Walsh 79' |           |         | Asistencia: 11.770 espectadores Árbitro(s): Torben Månsson Dinamarca | Asistencia: 11.770 espectadores Árbitro(s): Torben Månsson Dinamarca |

| 19 de noviembre de 1980 Gales | Gales           | 1:0 (1:0) | Checoslovaquia | Ninian Park, Cardiff                                                           |                                                                                |
|                               | David Giles 10' |           |                | Asistencia: 20.175 espectadores Árbitro(s): Walter Eschweiler Alemania Federal | Asistencia: 20.175 espectadores Árbitro(s): Walter Eschweiler Alemania Federal |

| 3 de diciembre de 1980 Checoslovaquia | Checoslovaquia        | 2:0 (2:0) | Turquía | Strahov, Praga                                                       |                                                                      |
|                                       | Zdeněk Nehoda 13' 15' |           |         | Asistencia: 8.500 espectadores · Árbitro(s): Erik Fredriksson Suecia | Asistencia: 8.500 espectadores · Árbitro(s): Erik Fredriksson Suecia |

| 25 de marzo de 1981 Turquía | Turquía | 0:1 (0:0) | Gales           | 19 de Mayo, Ankara                                                |                                                                   |
|                             |         |           | Carl Harris 67' | Asistencia: 35.000 espectadores · Árbitro(s): Sándor Kúti Hungría | Asistencia: 35.000 espectadores · Árbitro(s): Sándor Kúti Hungría |

| 15 de abril de 1981 Turquía | Turquía | 0:3 (0:0) | Checoslovaquia                                        | Estadio Ali Sami Yen, Estambul                                        |                                                                       |
|                             |         |           | Petr Janečka 58' · Jan Kozák 70' · Ladislav Vízek 81' | Asistencia: 40.000 espectadores · Árbitro(s): Roger Schoeters Bélgica | Asistencia: 40.000 espectadores · Árbitro(s): Roger Schoeters Bélgica |

| 27 de mayo de 1981 Checoslovaquia | Checoslovaquia | 6:1 (2:0) | Islandia         | Tehelné pole, Bratislava                                            |                                                                     |
|                                   | Ladislav Vízek 35' · Antonín Panenka 44' · Zdeněk Nehoda 72' · Porsteinn Bjarnason 78' · Jan Kozák 79' · Petr Janečka 87' |           | Magnus Bergs 60' | Asistencia: 21.756 espectadores · Árbitro(s): Nikos Zlatanos Grecia | Asistencia: 21.756 espectadores · Árbitro(s): Nikos Zlatanos Grecia |

| 30 de mayo de 1981 Gales | Gales | 0:0 (0:0) | Unión Soviética | Racecourse Ground, Wrexham                                       |  |
|                          |       |           |                 | Asistencia: 29.366 espectadores · Árbitro(s): Bruno Galler Suiza |  |

| 9 de septiembre de 1981 Islandia | Islandia                                    | 2:0 (1:0) | Turquía | Laugardalsvöllur, Reikiavik                                         |                                                                     |
|                                  | Larus Guðmundsson 21' · Atli Eðvaldsson 65' |           |         | Asistencia: 4.292 espectadores Árbitro(s): Kevin O'Sullivan Irlanda | Asistencia: 4.292 espectadores Árbitro(s): Kevin O'Sullivan Irlanda |

| 9 de septiembre de 1981 Checoslovaquia | Checoslovaquia                    | 2:0 (1:0) | Gales | Strahov, Praga                                                     |                                                                    |
|                                        | Dai Davies 24' · Verner Lička 67' |           |       | Asistencia: 38.000 espectadores · Árbitro(s): Franz Wöhrer Austria | Asistencia: 38.000 espectadores · Árbitro(s): Franz Wöhrer Austria |

| 23 de septiembre de 1981 Unión Soviética | Unión Soviética                                                                        | 4:0 (3:0) | Turquía | Estadio Olímpico Luzhnikí, Moscú                                         |                                                                          |
|                                          | Aleksandr Chivadze 4' · Anatoli Demianenko 20' · Oleg Blojín 26' · Ramaz Shengelia 49' |           |         | Asistencia: 41.500 espectadores Árbitro(s): Damir Matovinović Yugoslavia | Asistencia: 41.500 espectadores Árbitro(s): Damir Matovinović Yugoslavia |

| 23 de septiembre de 1981 Islandia | Islandia         | 1:1 (1:0) | Checoslovaquia | Laugardalsvöllur, Reikiavik                                     |                                                                 |
|                                   | Petur Ormslev 6' |           | Jan Kozák 77'  | Asistencia: 7.343 espectadores Árbitro(s): Kenneth Hope Escocia | Asistencia: 7.343 espectadores Árbitro(s): Kenneth Hope Escocia |

| 7 de octubre de 1981 Turquía | Turquía | 0:3 (0:2) | Unión Soviética                           | Estadio İzmir Atatürk, Esmirna                                                 |                                                                                |
|                              |         |           | Ramaz Shengelia 17' · Oleg Blojín 38' 54' | Asistencia: 62.125 espectadores Árbitro(s): Walter Eschweiler Alemania Federal | Asistencia: 62.125 espectadores Árbitro(s): Walter Eschweiler Alemania Federal |

| 14 de octubre de 1981 Gales | Gales                              | 2:2 (1:0) | Islandia                    | Vetch Field, Swansea                                                  |                                                                       |
|                             | Robbie James 25' · Alan Curtis 54' |           | Ásgeir Sigurvinsson 47' 61' | Asistencia: 19.783 espectadores · Árbitro(s): Arto Ravander Finlandia | Asistencia: 19.783 espectadores · Árbitro(s): Arto Ravander Finlandia |

| 28 de octubre de 1981 Unión Soviética | Unión Soviética         | 2:0 (1:0) | Checoslovaquia | Dinamo, Tiflis                                                     |                                                                    |
|                                       | Ramaz Shengelia 28' 46' |           |                | Asistencia: 75.000 espectadores Árbitro(s): Michel Vautrot Francia | Asistencia: 75.000 espectadores Árbitro(s): Michel Vautrot Francia |

| 18 de noviembre de 1981 Unión Soviética | Unión Soviética                                            | 3:0 (2:0) | Gales | Dinamo, Tiflis                                                        |                                                                       |
|                                         | Vitaly Daraselia 13' · Oleg Blojín 18' · Yuri Gavrílov 64' |           |       | Asistencia: 80.000 espectadores · Árbitro(s): Jan Keizer Países Bajos | Asistencia: 80.000 espectadores · Árbitro(s): Jan Keizer Países Bajos |

| 29 de noviembre de 1981 Checoslovaquia | Checoslovaquia        | 1:1 (1:1) | Unión Soviética | Tehelné pole, Bratislava                                           |                                                                    |
|                                        | Rostislav Vojaček 34' |           | Oleg Blojín 14' | Asistencia: 47.000 espectadores Árbitro(s): Clive White Inglaterra | Asistencia: 47.000 espectadores Árbitro(s): Clive White Inglaterra |

## Grupo 4
| Equipo     | Pts | PJ | PG | PE | PP | GF | GC | Dif |
| ---------- | --- | -- | -- | -- | -- | -- | -- | --- |
| Hungría    | 10  | 8  | 4  | 2  | 2  | 13 | 8  | 5   |
| Inglaterra | 9   | 8  | 4  | 1  | 3  | 13 | 8  | 5   |
| Rumania    | 8   | 8  | 2  | 4  | 2  | 5  | 5  | 0   |
| Suiza      | 7   | 8  | 2  | 3  | 3  | 9  | 12 | -3  |
| Noruega    | 6   | 8  | 2  | 2  | 4  | 8  | 15 | -7  |

| 10 de septiembre de 1980 Inglaterra | Inglaterra                                                     | 4:0 (1:0) | Noruega | Wembley, Londres                                                            |                                                                             |
|                                     | Terry McDermott 37' 75' · Tony Woodcock 66' · Paul Mariner 85' |           |         | Asistencia: 48.200 espectadores · Árbitro(s): Marcel van Langenhove Bélgica | Asistencia: 48.200 espectadores · Árbitro(s): Marcel van Langenhove Bélgica |

| 24 de septiembre de 1980 · Noruega | Noruega         | 1:1 (1:1) | Rumania               | Ullevaal Stadion, Oslo                                                              |                                                                                     |
|                                    | Åge Hareide 21' |           | Anghel Iordănescu 13' | Asistencia: 22.350 espectadores Árbitro(s): Siegfried Kirschen Alemania Democrática | Asistencia: 22.350 espectadores Árbitro(s): Siegfried Kirschen Alemania Democrática |

| 15 de octubre de 1980 Rumania | Rumania                                     | 2:1 (1:0) | Inglaterra        | Estadio Lia Manoliu, Bucarest                                     |                                                                   |
|                               | Marcel Răducanu 34' · Anghel Iordănescu 78' |           | Tony Woodcock 64' | Asistencia: 75.000 espectadores · Árbitro(s): Ulf Eriksson Suecia | Asistencia: 75.000 espectadores · Árbitro(s): Ulf Eriksson Suecia |

| 29 de octubre de 1980 · Suiza | Suiza                | 1:2 (0:1) | Noruega                             | Wankdorfstadion, Berna                                                   |                                                                          |
|                               | Umberto Barberis 49' |           | Åge Hareide 5' · Svein Mathisen 79' | Asistencia: 14.000 espectadores Árbitro(s): Dušan Krchňák Checoslovaquia | Asistencia: 14.000 espectadores Árbitro(s): Dušan Krchňák Checoslovaquia |

| 19 de noviembre de 1980 Inglaterra | Inglaterra                           | 2:1 (2:0) | Suiza                 | Wembley, Londres                                                      |                                                                       |
|                                    | Markus Tanner 22' · Paul Mariner 36' |           | Hans-Jorg Pfister 76' | Asistencia: 70.000 espectadores · Árbitro(s): Jan Keizer Países Bajos | Asistencia: 70.000 espectadores · Árbitro(s): Jan Keizer Países Bajos |

| 28 de abril de 1981 · Suiza | Suiza                  | 2:2 (1:1) | Hungría                               | Stadion Allmend, Lucerna                                      |                                                               |
|                             | Claudio Sulser 32' 47' |           | László Bálint 45' · Sándor Müller 65' | Asistencia: 17.000 espectadores Árbitro(s): Ian Foote Escocia | Asistencia: 17.000 espectadores Árbitro(s): Ian Foote Escocia |

| 29 de abril de 1981 Inglaterra | Inglaterra | 0:0 (0:0) | Rumania | Wembley, Londres                                                            |  |
|                                |            |           |         | Asistencia: 62.500 espectadores Árbitro(s): Heinz Aldinger Alemania Federal |  |

| 13 de mayo de 1981 · Hungría | Hungría            | 1:0 (1:0) | Rumania | Estadio Ferenc Puskás, Budapest                                     |                                                                     |
|                              | László Fazekas 18' |           |         | Asistencia: 68.000 espectadores · Árbitro(s): Alexis Ponnet Bélgica | Asistencia: 68.000 espectadores · Árbitro(s): Alexis Ponnet Bélgica |

| 20 de mayo de 1981 · Noruega | Noruega              | 1:2 (0:0) | Hungría             | Ullevaal Stadion, Oslo                                                        |                                                                               |
|                              | Hallvar Thoresen 55' |           | László Kiss 78' 79' | Asistencia: 28.000 espectadores Árbitro(s): Malcolm Moffatt Irlanda del Norte | Asistencia: 28.000 espectadores Árbitro(s): Malcolm Moffatt Irlanda del Norte |

| 30 de mayo de 1981 · Suiza | Suiza                                       | 2:1 (2:0) | Inglaterra          | St. Jakob Park, Basilea                                                       |                                                                               |
|                            | Alfred Scheiwilder 27' · Claudio Sulser 29' |           | Terry McDermott 54' | Asistencia: 40.000 espectadores Árbitro(s): Adolf Prokop Alemania Democrática | Asistencia: 40.000 espectadores Árbitro(s): Adolf Prokop Alemania Democrática |

| 3 de junio de 1981 Rumania | Rumania            | 1:0 (0:0) | Noruega | Estadio Lia Manoliu, Bucarest                                    |                                                                  |
|                            | Aurel Ţicleanu 67' |           |         | Asistencia: 65.000 espectadores Árbitro(s): Erkan Göksel Turquía | Asistencia: 65.000 espectadores Árbitro(s): Erkan Göksel Turquía |

| 6 de junio de 1981 · Hungría | Hungría         | 1:3 (1:1) | Inglaterra                                 | Estadio Ferenc Puskás, Budapest                                    |                                                                    |
|                              | Imre Garaba 44' |           | Trevor Brooking 18' 59' · Kevin Keegan 72' | Asistencia: 68.000 espectadores · Árbitro(s): Paolo Casarin Italia | Asistencia: 68.000 espectadores · Árbitro(s): Paolo Casarin Italia |

| 17 de junio de 1981 · Noruega | Noruega            | 1:1 (0:0) | Suiza                | Ullevaal Stadion, Oslo                                                       |                                                                              |
|                               | Vidar Davidsen 88' |           | Umberto Barberis 55' | Asistencia: 18.022 espectadores Árbitro(s): Eduard Shklovsky Unión Soviética | Asistencia: 18.022 espectadores Árbitro(s): Eduard Shklovsky Unión Soviética |

| 9 de septiembre de 1981 · Noruega | Noruega                             | 2:1 (2:1) | Inglaterra       | Ullevaal Stadion, Oslo                                               |                                                                      |
|                                   | Tom Lund 35' · Hallvar Thoresen 41' |           | Bryan Robson 15' | Asistencia: 28.500 espectadores · Árbitro(s): Jerzy Kacprzak Polonia | Asistencia: 28.500 espectadores · Árbitro(s): Jerzy Kacprzak Polonia |

| 23 de septiembre de 1981 Rumania | Rumania | 0:0 (0:0) | Hungría | Estadio Lia Manoliu, Bucarest                                        |  |
|                                  |         |           |         | Asistencia: 70.000 espectadores · Árbitro(s): Erich Linemayr Austria |  |

| 10 de octubre de 1981 Rumania | Rumania         | 1:2 (0:0) | Suiza                                    | Estadio Lia Manoliu, Bucarest                                        |                                                                      |
|                               | Ilie Balaci 56' |           | Gian Pietro Zappa 69' · Robert Lüthi 76' | Asistencia: 55.000 espectadores · Árbitro(s): Enzo Barbaresco Italia | Asistencia: 55.000 espectadores · Árbitro(s): Enzo Barbaresco Italia |

| 14 de octubre de 1981 · Hungría | Hungría                                    | 3:0 (1:0) | Suiza | Estadio Ferenc Puskás, Budapest                                 |                                                                 |
|                                 | Tibor Nyilasi 17' 49' · László Fazekas 59' |           |       | Asistencia: 75.000 espectadores Árbitro(s): Talat Tokat Turquía | Asistencia: 75.000 espectadores Árbitro(s): Talat Tokat Turquía |

| 31 de octubre de 1981 · Hungría | Hungría                                                      | 4:1 (1:1) | Noruega      | Estadio Ferenc Puskás, Budapest                                      |                                                                      |
|                                 | László Bálint 12' · László Kiss 60' 85' · László Fazekas 79' |           | Tom Lund 35' | Asistencia: 68.000 espectadores Árbitro(s): Egon Šoštarić Yugoslavia | Asistencia: 68.000 espectadores Árbitro(s): Egon Šoštarić Yugoslavia |

| 11 de noviembre de 1981 · Suiza | Suiza | 0:0 (0:0) | Rumania | Wankdorfstadion, Berna                                             |  |
|                                 |       |           |         | Asistencia: 16.000 espectadores Árbitro(s): César Correia Portugal |  |

| 18 de noviembre de 1981 Inglaterra | Inglaterra       | 1:0 (1:0) | Hungría | Wembley, Londres                                                    |                                                                     |
|                                    | Paul Mariner 14' |           |         | Asistencia: 92.000 espectadores Árbitro(s): Georges Konrath Francia | Asistencia: 92.000 espectadores Árbitro(s): Georges Konrath Francia |

## Grupo 5
| Equipo     | Pts | PJ | PG | PE | PP | GF | GC | Dif |
| ---------- | --- | -- | -- | -- | -- | -- | -- | --- |
| Yugoslavia | 13  | 8  | 6  | 1  | 1  | 22 | 7  | 15  |
| Italia     | 12  | 8  | 5  | 2  | 1  | 12 | 5  | 7   |
| Dinamarca  | 8   | 8  | 4  | 0  | 4  | 14 | 11 | 3   |
| Grecia     | 7   | 8  | 3  | 1  | 4  | 10 | 13 | -3  |
| Luxemburgo | 0   | 8  | 0  | 0  | 8  | 1  | 23 | -22 |

| 10 de septiembre de 1980 Luxemburgo | Luxemburgo | 0:5 (0:0) | Yugoslavia                                                                         | Estadio Josy Barthel, Luxemburgo                                  |                                                                   |
|                                     |            |           | Safet Sušić 50' · Zlatko Vujović 64' 81' · Vladimir Petrović 70' · Ivan Buljan 90' | Asistencia: 3.500 espectadores · Árbitro(s): Franz Latzin Austria | Asistencia: 3.500 espectadores · Árbitro(s): Franz Latzin Austria |

| 27 de septiembre de 1980 Yugoslavia | Yugoslavia                              | 2:1 (2:1) | Dinamarca        | Bežigrad Stadium, Liubliana                                          |                                                                      |
|                                     | Dragan Pantelić 18' · Zoran Vujović 37' |           | Frank Arnesen 5' | Asistencia: 20.000 espectadores Árbitro(s): Antonio Garrido Portugal | Asistencia: 20.000 espectadores Árbitro(s): Antonio Garrido Portugal |

| 11 de octubre de 1980 Luxemburgo | Luxemburgo | 0:2 (0:1) | Italia                                     | Estadio Josy Barthel, Luxemburgo                                        |                                                                         |
|                                  |            |           | Fulvio Collovati 33' · Roberto Bettega 77' | Asistencia: 10.000 espectadores · Árbitro(s): Henk Weerink Países Bajos | Asistencia: 10.000 espectadores · Árbitro(s): Henk Weerink Países Bajos |

| 15 de octubre de 1980 Dinamarca | Dinamarca | 0:1 (0:0) | Grecia          | Idrætsparken, Copenhague                                           |                                                                    |
|                                 |           |           | Dinos Kouis 50' | Asistencia: 45.700 espectadores Árbitro(s): Éamonn Farrell Irlanda | Asistencia: 45.700 espectadores Árbitro(s): Éamonn Farrell Irlanda |

| 1 de noviembre de 1980 · Italia | Italia                    | 2:0 (1:0) | Dinamarca | Estadio Olímpico de Roma, Roma                                     |                                                                    |
|                                 | Francesco Graziani 7' 51' |           |           | Asistencia: 49.400 espectadores Árbitro(s): Belaïd Lacarne Argelia | Asistencia: 49.400 espectadores Árbitro(s): Belaïd Lacarne Argelia |

| 15 de noviembre de 1980 · Italia | Italia                                | 2:0 (1:0) | Yugoslavia | Stadio Comunale, Turín                                           |                                                                  |
|                                  | Antonio Cabrini 40' · Bruno Conti 75' |           |            | Asistencia: 50.677 espectadores Árbitro(s): Abraham Klein Israel | Asistencia: 50.677 espectadores Árbitro(s): Abraham Klein Israel |

| 19 de noviembre de 1980 Dinamarca | Dinamarca                                                             | 4:0 (2:0) | Luxemburgo | Idrætsparken, Copenhague                                           |                                                                    |
|                                   | Frank Arnesen 13' 41' · Preben Elkjær Larsen 57' · Allan Simonsen 71' |           |            | Asistencia: 10.500 espectadores Árbitro(s): Clive White Inglaterra | Asistencia: 10.500 espectadores Árbitro(s): Clive White Inglaterra |

| 6 de diciembre de 1980 · Grecia | Grecia | 0:2 (0:1) | Italia                                       | Estadio Apostolos Nikolaidis, Atenas                               |                                                                    |
|                                 |        |           | Giancarlo Antognoni 10' · Gaetano Scirea 81' | Asistencia: 25.000 espectadores Árbitro(s): Michel Vautrot Francia | Asistencia: 25.000 espectadores Árbitro(s): Michel Vautrot Francia |

| 28 de enero de 1981 · Grecia | Grecia                                 | 2:0 (2:0) | Luxemburgo | Estadio Aris, Salónica                                             |                                                                    |
|                              | Dinos Kouis 8' · Georgios Kostikos 33' |           |            | Asistencia: 14.000 espectadores Árbitro(s): Nikolai Dudin Bulgaria | Asistencia: 14.000 espectadores Árbitro(s): Nikolai Dudin Bulgaria |

| 11 de marzo de 1981 Luxemburgo | Luxemburgo | 0:2 (0:1) | Grecia                              | Estadio Josy Barthel, Luxemburgo                                |                                                                 |
|                                |            |           | Dinos Kouis 31' · Thomas Mavros 54' | Asistencia: 8.590 espectadores · Árbitro(s): Peter Scherz Suiza | Asistencia: 8.590 espectadores · Árbitro(s): Peter Scherz Suiza |

| 29 de abril de 1981 Yugoslavia | Yugoslavia                                                                             | 5:1 (3:0) | Grecia                | Estadio Poljud, Split                                                      |                                                                            |
|                                | Edhem Šljivo 7' · Vahid Halilhodžić 23' · Dragan Pantelić 42' · Zlatko Vujović 50' 56' |           | Georgios Kostikos 76' | Asistencia: 45.000 espectadores Árbitro(s): Valeri Butenko Unión Soviética | Asistencia: 45.000 espectadores Árbitro(s): Valeri Butenko Unión Soviética |

| 1 de mayo de 1981 Luxemburgo | Luxemburgo          | 1:2 (1:0) | Dinamarca                                    | Estadio Josy Barthel, Luxemburgo                                    |                                                                     |
|                              | Alain Nurenberg 37' |           | Preben Elkjær Larsen 46' · Frank Arnesen 62' | Asistencia: 2.844 espectadores · Árbitro(s): Louis Delsemme Bélgica | Asistencia: 2.844 espectadores · Árbitro(s): Louis Delsemme Bélgica |

| 3 de junio de 1981 Dinamarca | Dinamarca                                              | 3:1 (0:0) | Italia                 | Idrætsparken, Copenhague                                           |                                                                    |
|                              | Per Røntved 59' · Frank Arnesen 61' · Lars Bastrup 87' |           | Francesco Graziani 69' | Asistencia: 36.300 espectadores · Árbitro(s): Franz Wöhrer Austria | Asistencia: 36.300 espectadores · Árbitro(s): Franz Wöhrer Austria |

| 9 de septiembre de 1981 Dinamarca | Dinamarca                | 1:2 (0:0) | Yugoslavia                                 | Idrætsparken, Copenhague                                                            |                                                                                     |
|                                   | Preben Elkjær Larsen 62' |           | Zlatko Vujović 48' · Vladimir Petrović 63' | Asistencia: 48.400 espectadores Árbitro(s): Siegfried Kirschen Alemania Democrática | Asistencia: 48.400 espectadores Árbitro(s): Siegfried Kirschen Alemania Democrática |

| 14 de octubre de 1981 · Grecia | Grecia                                      | 2:3 (0:2) | Dinamarca                                                     | Estadio Aris, Salónica                                            |                                                                   |
|                                | Nikolaos Anastopoulos 60' · Dinos Kouis 84' |           | Søren Lerby 8' · Frank Arnesen 28' · Preben Elkjær Larsen 65' | Asistencia: 18.000 espectadores · Árbitro(s): Josef Bucek Austria | Asistencia: 18.000 espectadores · Árbitro(s): Josef Bucek Austria |

| 17 de octubre de 1981 Yugoslavia | Yugoslavia        | 1:1 (1:1) | Italia              | Estadio Rajko Mitić, Belgrado                                                  |                                                                                |
|                                  | Zlatko Vujović 9' |           | Roberto Bettega 33' | Asistencia: 70.000 espectadores Árbitro(s): Walter Eschweiler Alemania Federal | Asistencia: 70.000 espectadores Árbitro(s): Walter Eschweiler Alemania Federal |

| 14 de noviembre de 1981 · Italia | Italia          | 1:1 (0:0) | Grecia          | Stadio Comunale, Turín                                               |                                                                      |
|                                  | Bruno Conti 61' |           | Dinos Kouis 87' | Asistencia: 39.670 espectadores · Árbitro(s): Nicolae Rainea Rumania | Asistencia: 39.670 espectadores · Árbitro(s): Nicolae Rainea Rumania |

| 21 de noviembre de 1981 Yugoslavia | Yugoslavia                                                                           | 5:0 (2:0) | Luxemburgo | Estadio Karadjordje, Novi Sad                                    |                                                                  |
|                                    | Vahid Halilhodžić 1' 45' · Ivica Šurjak 65' · Predrag Pašić 73' · Zlatko Vujović 75' |           |            | Asistencia: 20.000 espectadores Árbitro(s): Charles Scerri Malta | Asistencia: 20.000 espectadores Árbitro(s): Charles Scerri Malta |

| 29 de noviembre de 1981 · Grecia | Grecia           | 1:2 (1:2) | Yugoslavia                             | Estadio Georgios Karaiskakis, El Pireo                                 |                                                                        |
|                                  | Thomas Mavros 5' |           | Ivica Šurjak 22' · Jurica Jerković 39' | Asistencia: 11.595 espectadores Árbitro(s): George Courtney Inglaterra | Asistencia: 11.595 espectadores Árbitro(s): George Courtney Inglaterra |

| 5 de diciembre de 1981 · Italia | Italia              | 1:0 (1:0) | Luxemburgo | Estadio San Paolo, Nápoles                                             |                                                                        |
|                                 | Fulvio Collovati 7' |           |            | Asistencia: 49.247 espectadores Árbitro(s): Velichko Tsonchev Bulgaria | Asistencia: 49.247 espectadores Árbitro(s): Velichko Tsonchev Bulgaria |

## Grupo 6
| Equipo            | Pts | PJ | PG | PE | PP | GF | GC | Dif |
| ----------------- | --- | -- | -- | -- | -- | -- | -- | --- |
| Escocia           | 11  | 8  | 4  | 3  | 1  | 9  | 4  | 5   |
| Irlanda del Norte | 9   | 8  | 3  | 3  | 2  | 6  | 3  | 3   |
| Suecia            | 8   | 8  | 3  | 2  | 3  | 7  | 8  | -1  |
| Portugal          | 7   | 8  | 3  | 1  | 4  | 8  | 11 | -3  |
| Israel            | 5   | 8  | 1  | 3  | 4  | 6  | 10 | -4  |

| 26 de marzo de 1980 Israel | Israel | 0:0 (0:0) | Irlanda del Norte | Estadio Ramat Gan, Tel Aviv                                            |  |
|                            |        |           |                   | Asistencia: 40.000 espectadores Árbitro(s): Stjepan Glavina Yugoslavia |  |

| 18 de junio de 1980 · Suecia | Suecia               | 1:1 (1:0) | Israel         | Estadio Råsunda, Estocolmo                                                |                                                                           |
|                              | Sten-Ove Ramberg 35' |           | Gidi Damti 80' | Asistencia: 39.831 espectadores · Árbitro(s): Martti Hirviniemi Finlandia | Asistencia: 39.831 espectadores · Árbitro(s): Martti Hirviniemi Finlandia |

| 10 de septiembre de 1980 · Suecia | Suecia | 0:1 (0:0) | Escocia             | Estadio Råsunda, Estocolmo                                         |                                                                    |
|                                   |        |           | Gordon Strachan 72' | Asistencia: 39.831 espectadores · Árbitro(s): Franz Wöhrer Austria | Asistencia: 39.831 espectadores · Árbitro(s): Franz Wöhrer Austria |

| 15 de octubre de 1980 Irlanda del Norte | Irlanda del Norte                                            | 3:0 (3:0) | Suecia | Windsor Park, Belfast                                               |                                                                     |
|                                         | Noel Brotherston 24' · Sammy McIlroy 28' · Jimmy Nicholl 37' |           |        | Asistencia: 20.000 espectadores · Árbitro(s): Alexis Ponnet Bélgica | Asistencia: 20.000 espectadores · Árbitro(s): Alexis Ponnet Bélgica |

| 15 de octubre de 1980 Escocia | Escocia | 0:0 (0:0) | Portugal | Hampden Park, Glasgow                                                                 |  |
|                               |         |           |          | Asistencia: 60.765 espectadores Árbitro(s): Jan Redelfs República Democrática Alemana |  |

| 12 de noviembre de 1980 Israel | Israel | 0:0 (0:0) | Suecia | Estadio Ramat Gan, Tel Aviv                                            |  |
|                                |        |           |        | Asistencia: 45.000 espectadores Árbitro(s): George Courtney Inglaterra |  |

| 19 de noviembre de 1980 Portugal | Portugal       | 1:0 (0:0) | Irlanda del Norte | Estádio da Luz, Lisboa                                              |                                                                     |
|                                  | Rui Jordão 60' |           |                   | Asistencia: 60.000 espectadores Árbitro(s): Georges Konrath Francia | Asistencia: 60.000 espectadores Árbitro(s): Georges Konrath Francia |

| 17 de diciembre de 1980 Portugal | Portugal                                 | 3:0 (2:0) | Israel | Estádio da Luz, Lisboa                                               |                                                                      |
|                                  | Humberto Coelho 33' 72' · Rui Jordão 36' |           |        | Asistencia: 60.000 espectadores · Árbitro(s): Enzo Barbaresco Italia | Asistencia: 60.000 espectadores · Árbitro(s): Enzo Barbaresco Italia |

| 25 de febrero de 1981 Israel | Israel | 0:1 (0:0) | Escocia            | Estadio Ramat Gan, Tel Aviv                                        |                                                                    |
|                              |        |           | Kenny Dalglish 54' | Asistencia: 45.000 espectadores · Árbitro(s): Otto Anderco Rumania | Asistencia: 45.000 espectadores · Árbitro(s): Otto Anderco Rumania |

| 25 de marzo de 1981 Escocia | Escocia       | 1:1 (0:0) | Irlanda del Norte  | Hampden Park, Glasgow                                                                     |                                                                                           |
|                             | John Wark 75' |           | Billy Hamilton 70' | Asistencia: 78.444 espectadores Árbitro(s): Klaus Scheurell República Democrática Alemana | Asistencia: 78.444 espectadores Árbitro(s): Klaus Scheurell República Democrática Alemana |

| 28 de abril de 1981 Escocia | Escocia                                   | 3:1 (2:0) | Israel          | Hampden Park, Glasgow                                                     |                                                                           |
|                             | John Robertson 21' 30' · David Provan 54' |           | Moshe Sinai 56' | Asistencia: 60.000 espectadores Árbitro(s): Gudmundur Haraldsson Islandia | Asistencia: 60.000 espectadores Árbitro(s): Gudmundur Haraldsson Islandia |

| 29 de abril de 1981 Irlanda del Norte | Irlanda del Norte   | 1:0 (0:0) | Portugal | Windsor Park, Belfast                                                  |                                                                        |
|                                       | Gerry Armstrong 74' |           |          | Asistencia: 18.000 espectadores · Árbitro(s): Svein-Inge Thime Noruega | Asistencia: 18.000 espectadores · Árbitro(s): Svein-Inge Thime Noruega |

| 3 de junio de 1981 · Suecia | Suecia         | 1:0 (0:0) | Irlanda del Norte | Estadio Råsunda, Estocolmo                                         |                                                                    |
|                             | Hasse Borg 50' |           |                   | Asistencia: 21.431 espectadores · Árbitro(s): Paolo Bergamo Italia | Asistencia: 21.431 espectadores · Árbitro(s): Paolo Bergamo Italia |

| 24 de junio de 1981 · Suecia | Suecia                                                   | 3:0 (1:0) | Portugal | Estadio Råsunda, Estocolmo                                                    |                                                                               |
|                              | Bo Börjesson 39' · Gabriel Mendes 55' · Jan Svensson 67' |           |          | Asistencia: 34.531 espectadores Árbitro(s): Anatoly Milchenko Unión Soviética | Asistencia: 34.531 espectadores Árbitro(s): Anatoly Milchenko Unión Soviética |

| 9 de septiembre de 1981 Escocia | Escocia                             | 2:0 (1:0) | Suecia | Hampden Park, Glasgow                                           |                                                                 |
|                                 | Joe Jordan 20' · John Robertson 80' |           |        | Asistencia: 81.511 espectadores · Árbitro(s): André Daina Suiza | Asistencia: 81.511 espectadores · Árbitro(s): André Daina Suiza |

| 14 de octubre de 1981 Irlanda del Norte | Irlanda del Norte | 0:0 (0:0) | Escocia | Windsor Park, Belfast                                                      |  |
|                                         |                   |           |         | Asistencia: 22.248 espectadores Árbitro(s): Valeri Butenko Unión Soviética |  |

| 14 de octubre de 1981 Portugal | Portugal             | 1:2 (0:1) | Suecia                                | Estádio da Luz, Lisboa                                           |                                                                  |
|                                | Minervino Pietra 65' |           | Thomas Larsson 38' · Tony Persson 89' | Asistencia: 75.000 espectadores Árbitro(s): Ronald Bridges Gales | Asistencia: 75.000 espectadores Árbitro(s): Ronald Bridges Gales |

| 28 de octubre de 1981 Israel | Israel                                  | 4:1 (4:1) | Portugal      | Estadio Ramat Gan, Tel Aviv                                       |                                                                   |
|                              | Benny Tabak 6' 18' 30' · Gidi Damti 14' |           | Rui Jordão 8' | Asistencia: 25.000 espectadores Árbitro(s): Sotu Afxentiou Chipre | Asistencia: 25.000 espectadores Árbitro(s): Sotu Afxentiou Chipre |

| 18 de noviembre de 1981 Irlanda del Norte | Irlanda del Norte   | 1:0 (1:0) | Israel | Windsor Park, Belfast                                                     |                                                                           |
|                                           | Gerry Armstrong 27' |           |        | Asistencia: 40.000 espectadores · Árbitro(s): Emilio Guruceta Muro España | Asistencia: 40.000 espectadores · Árbitro(s): Emilio Guruceta Muro España |

| 18 de noviembre de 1981 Portugal | Portugal                 | 2:1 (1:1) | Escocia          | Estádio da Luz, Lisboa                                                    |                                                                           |
|                                  | Manuel Fernandes 33' 56' |           | Paul Sturrock 9' | Asistencia: 25.000 espectadores · Árbitro(s): Charles Corver Países Bajos | Asistencia: 25.000 espectadores · Árbitro(s): Charles Corver Países Bajos |

## Grupo 7
| Equipo               | Pts | PJ | PG | PE | PP | GF | GC | Dif |
| -------------------- | --- | -- | -- | -- | -- | -- | -- | --- |
| Polonia              | 8   | 4  | 4  | 0  | 0  | 12 | 2  | 10  |
| Alemania Democrática | 4   | 4  | 2  | 0  | 2  | 9  | 6  | 3   |
| Malta                | 0   | 4  | 0  | 0  | 4  | 2  | 15 | -13 |

| 7 de diciembre de 1980 Malta | Malta | 0:2 (0:0) | Polonia                                     | Estadio Nacional Ta' Qali, La Valeta                                   |                                                                        |
|                              |       |           | Włodzimierz Smolarek 55' · Leszek Lipka 75' | Asistencia: 5.555 espectadores Árbitro(s): Dušan Maksimović Yugoslavia | Asistencia: 5.555 espectadores Árbitro(s): Dušan Maksimović Yugoslavia |

| 4 de abril de 1981 Malta | Malta             | 1:2 (1:2) | Alemania Democrática                         | Estadio Nacional Ta' Qali, La Valeta                               |                                                                    |
|                          | Emanuel Fabri 11' |           | Rüdiger Schnuphase 20' · Reinhard Häfner 44' | Asistencia: 3.873 espectadores Árbitro(s): Peter Reeves Inglaterra | Asistencia: 3.873 espectadores Árbitro(s): Peter Reeves Inglaterra |

| 2 de mayo de 1981 · Polonia | Polonia            | 1:0 (0:0) | Alemania Democrática | Estadio de Silesia, Chorzów                                                 |                                                                             |
|                             | Andrzej Buncol 55' |           |                      | Asistencia: 74.000 espectadores Árbitro(s): Vojtech Christov Checoslovaquia | Asistencia: 74.000 espectadores Árbitro(s): Vojtech Christov Checoslovaquia |

| 10 de octubre de 1981 Alemania Democrática | Alemania Democrática                         | 2:3 (0:2) | Polonia                                           | Zentralstadion, Leipzig                                                    |                                                                            |
|                                            | Rüdiger Schnuphase 53' · Joachim Streich 66' |           | Andrzej Szarmach 2' · Włodzimierz Smolarek 5' 61' | Asistencia: 65.000 espectadores · Árbitro(s): Augusto Lamo Castillo España | Asistencia: 65.000 espectadores · Árbitro(s): Augusto Lamo Castillo España |

| 11 de noviembre de 1981 Alemania Democrática | Alemania Democrática                                                              | 5:1 (2:1) | Malta                     | Ernst-Abbe-Sportfeld, Jena                                                     |                                                                                |
|                                              | Andreas Krause 11' · Joachim Streich 35' 75' · Jürgen Heun 71' · John Holland 90' |           | Ernest Spitteri-Gonzi 41' | Asistencia: 1.908 espectadores Árbitro(s): Frederic McKnight Irlanda del Norte | Asistencia: 1.908 espectadores Árbitro(s): Frederic McKnight Irlanda del Norte |

| 15 de noviembre de 1981 · Polonia | Polonia | 6:0 (1:0) | Malta | Estadio Olímpico de Breslavia, Breslavia                      |                                                               |
|                                   | Andrzej Iwan 6' · Włodzimierz Smolarek 46' 64' · Stefan Majewski 48' · Dariusz Dziekanowski 80' · Zbigniew Boniek 85' |           |       | Asistencia: 25.618 espectadores · Árbitro(s): Bo Helen Suecia | Asistencia: 25.618 espectadores · Árbitro(s): Bo Helen Suecia |

## Clasificados
| España             |                  | Austria | Bélgica           | Checoslovaquia | Bandera de Escocia            | Francia    |
| España (Anfitrión) | Alemania Federal | Austria | Bélgica           | Checoslovaquia | Escocia                       | Francia    |
| Bandera de Hungría | Inglaterra       | Italia  | Irlanda del Norte | Polonia        | Bandera de la Unión Soviética | Yugoslavia |
| Hungría            | Inglaterra       | Italia  | Irlanda del Norte | Polonia        | URSS                          | Yugoslavia |
| ------------------ | ---------------- | ------- | ----------------- | -------------- | ----------------------------- | ---------- |

| Predecesor: Argentina 1978 | Clasificación de UEFA para la Copa Mundial de Fútbol España 1982 | Sucesor: México 1986 |

- Datos: Q2440356